# Сургутский уезд
Сургу́тский уе́зд — административная единица Тобольской губернии Российской империи затем Тюменской губернии РСФСР. Уездный город — Сургут.

## История

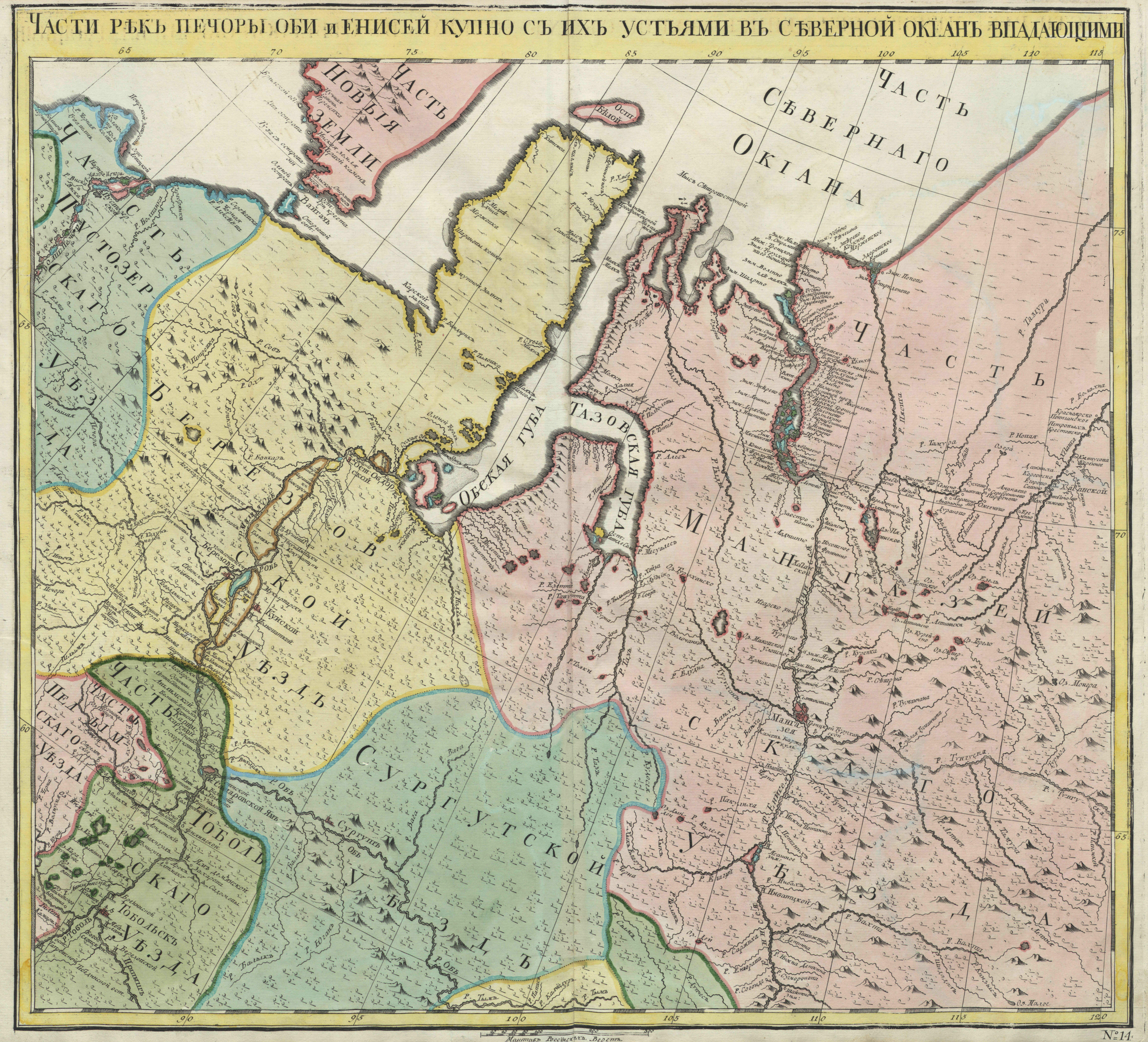
Сургутский уезд, 1745 год

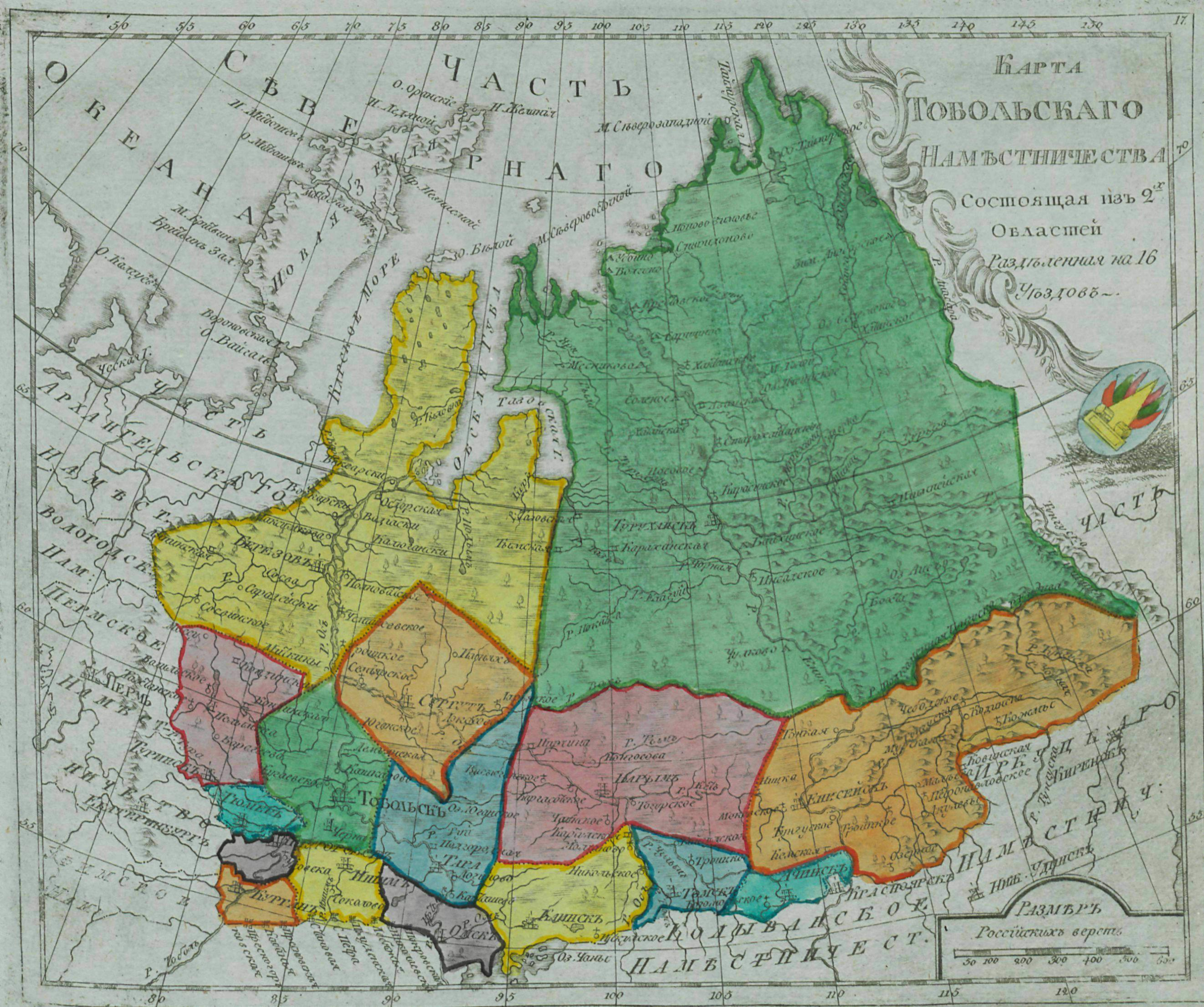
Сургутский уезд, 1792 год

Образован в 1594 году в составе Тобольского разряда. На 1625 год включал следующие ясачные волости (по данным ясачной книги): Аслымская, Бардакова, Белогорская, Васьюганская, Ваховская, Корахонская, Лумпокольская, Ларьяцкая, Салымская, Селиярская, Сымская, Темлячеева, Тымская, Юганская Большая, Юганская Меньшая.
В 1629 году отнесён к Томскому разряду. С 1708 года — в Сибирской губернии, с 1719 года — в Тобольской провинции Сибирской губернии. С 1764 года — в составе Тобольского генерал-губернаторства Царства Сибирского. С 1782 года — в Тобольской области Тобольского наместничества.
На 1781—1784 год включал г. Сургут и следующие волости: Большой Юган, Ваховская, Караконская, Лумпокольская («живущие на Ваху реке») Лумпокольская («живущие на Оби реке»), Малый Юган, Пимская, Пирчина, Салтыкова («живущие на Ваху реке»), Салтыкова («живущие на Оби реке»), Салымская, Селиярская, Тром-Юганская, Тымская, Юганская, Юганская подгородная.
С 1796 года — в Тобольской губернии. 26 февраля (9 марта) 1804 года ликвидирован, территория отошла к Берёзовскому уезду.
В 1868 году Сургутское отделение (участок) Берёзовского округа Тобольской губернии преобразовано в Сургутский округ. Административный центр — город Сургут.
На 1893 год включал Тундринскую волость, а также следующие инородные волости и управы: Аганская, Больше-Юганская, Ваховская, Вторая Лумпокольская, Карапольская, Лумпокольская, Мало-Юганская, Нижне-Верхне-Ваховская, Первая Лумпокольская, Пимская, Пиргинская, Подгородно-Тром-Юганская, Подгородно-Юганская, Подгородно-Юганская 2-я, Салтыковская 1-я, Салтыковская 2-я, Салымская, Селияровская, Трём-Юганская, Тымская.

### В период РСФСР
В 1919 году в результате преобразования Тобольской губернии уезд оказался в составе Тюменской губернии РСФСР. Уезд был упразднён постановлениями ВЦИК от 3 и 12 ноября 1923 года. Территория вошла в состав Сургутского и Александровского районов Тобольского округа Уральской области.

## Административное деление
В 1913 году в состав уезда входило 6 волостей:
- Ларьякская,
- Локосовская,
- Лумпокольская,
- Тундринская,
- Тундринская (инородская),
- Юганская (инородская).

Постановлением уездвоенревкома от 27 марта 1920 года в уезде была образована Новоникольская волость.